# Canoë-kayak aux Jeux olympiques d'été de 2012 - K1 500 mètres femmes
Navigation
Pékin 2008 Rio de Janeiro 2016
L'épreuve féminine du K1 500 mètres des Jeux olympiques d'été 2012 de Londres se déroule au Dorney Lake, du 7 au 9 août 2012.

## Format de la compétition
« La compétition débute avec trois éliminatoires. Les cinq meilleurs bateaux de chaque éliminatoire ainsi que le sixième plus rapide sont qualifiés pour deux demi-finales et les autres sont éliminés. Les quatre meilleurs bateaux de chaque demi-finale se qualifient pour la finale A et les autres pour la finale B. »

## Programme
Tous les temps correspondent à l'UTC+1
| Date              | Horaire         | Manche              |
| ----------------- | --------------- | ------------------- |
| Mardi 7 août 2012 | 10 h 07 11 h 16 | Séries Demi-finales |
| Jeudi 9 août 2012 | 10 h 08         | Finale              |

## Résultats

### Séries

#### Série 1
| Rang | Athlète                | Pays             | Temps          | Notes |
| ---- | ---------------------- | ---------------- | -------------- | ----- |
| 1    | Anne Rikala            | Finlande         | 1 min 52 s 641 | Q     |
| 2    | Henriette Hansen       | Danemark         | 1 min 52 s 650 | Q     |
| 3    | Katrin Wagner-Augustin | Allemagne        | 1 min 53 s 438 | Q     |
| 4    | Carrie Johnson         | États-Unis       | 1 min 53 s 983 | Q     |
| 5    | Darisleydis Amador     | Cuba             | 1 min 56 s 038 | Q     |
| 6    | Teneale Hatton         | Nouvelle-Zélande | 1 min 56 s 741 | Q     |
| 7    | Arezoo Hakimi          | Iran             | 1 min 58 s 598 |       |

#### Série 2
| Rang | Athlète               | Pays           | Temps          | Notes |
| ---- | --------------------- | -------------- | -------------- | ----- |
| 1    | Danuta Kozák          | Hongrie        | 1 min 52 s 828 | Q     |
| 2    | Bridgette Hartley     | Afrique du Sud | 1 min 53 s 051 | Q     |
| 3    | Josefa Idem           | Italie         | 1 min 55 s 619 | Q     |
| 4    | Yuliana Salakhova     | Russie         | 1 min 56 s 621 | Q     |
| 5    | Émilie Fournel        | Canada         | 1 min 58 s 740 | Q     |
| 6    | Marharyta Tsishkevich | Biélorussie    | 2 min 01 s 216 | Q     |

#### Série 3
| Rang | Athlète           | Pays        | Temps          | Notes |
| ---- | ----------------- | ----------- | -------------- | ----- |
| 1    | Sofia Paldanius   | Suède       | 1 min 51 s 212 | Q     |
| 2    | Teresa Portela    | Portugal    | 1 min 51 s 887 | Q     |
| 3    | Aneta Konieczna   | Pologne     | 1 min 52 s 069 | Q     |
| 4    | Inna Osypenko     | Ukraine     | 1 min 52 s 268 | Q     |
| 5    | Mira Verås Larsen | Norvège     | 1 min 55 s 923 | Q     |
| 6    | Yulia Borzova     | Ouzbékistan | 2 min 03 s 893 | Q     |

#### Série 4
| Rang | Athlète                | Pays            | Temps          | Notes |
| ---- | ---------------------- | --------------- | -------------- | ----- |
| 1    | Rachel Cawthorn        | Grande-Bretagne | 1 min 53 s 491 | Q     |
| 2    | Alana Nicholls         | Australie       | 1 min 53 s 823 | Q     |
| 3    | Natalya Sergeyeva      | Kazakhstan      | 1 min 54 s 445 | Q     |
| 4    | Geraldine Lee Wei Ling | Singapour       | 2 min 01 s 037 | Q     |
| 5    | Špela Ponomarenko      | Slovénie        | 2 min 01 s 520 | Q     |
| 6    | Afef Ben Ismaïl        | Tunisie         | 2 min 07 s 705 | Q     |

### Demi-finales

#### Demi-finale 1
| Rang | Athlète            | Pays           | Temps          | Notes |
| ---- | ------------------ | -------------- | -------------- | ----- |
| 1    | Bridgette Hartley  | Afrique du Sud | 1 min 51 s 286 | Q     |
| 2    | Inna Osypenko      | Ukraine        | 1 min 51 s 515 | Q     |
| 3    | Anne Rikala        | Finlande       | 1 min 51 s 852 | q     |
| 4    | Aneta Konieczna    | Pologne        | 1 min 52 s 193 |       |
| 5    | Alana Nicholls     | Australie      | 1 min 52 s 224 |       |
| 6    | Émilie Fournel     | Canada         | 1 min 54 s 120 |       |
| 7    | Darisleydis Amador | Cuba           | 1 min 58 s 762 |       |
| 8    | Afef Ben Ismaïl    | Tunisie        | 2 min 15 s 362 |       |

#### Demi-finale 2
| Rang | Athlète                | Pays             | Temps          | Notes |
| ---- | ---------------------- | ---------------- | -------------- | ----- |
| 1    | Danuta Kozák           | Hongrie          | 1 min 50 s 469 | Q     |
| 2    | Henriette Hansen       | Danemark         | 1 min 51 s 929 | Q     |
| 3    | Sofia Paldanius        | Suède            | 1 min 51 s 945 | q     |
| 4    | Natalya Sergeyeva      | Kazakhstan       | 1 min 53 s 888 |       |
| 5    | Teneale Hatton         | Nouvelle-Zélande | 1 min 54 s 504 |       |
| 6    | Mira Verås Larsen      | Norvège          | 1 min 57 s 354 |       |
| 7    | Geraldine Lee Wei Ling | Singapour        | 2 min 01 s 516 |       |
| –    | Marharyta Tsishkevich  | Biélorussie      |                | DSQ   |

#### Demi-finale 3
| Rang | Athlète                | Pays            | Temps          | Notes |
| ---- | ---------------------- | --------------- | -------------- | ----- |
| 1    | Josefa Idem            | Italie          | 1 min 52 s 232 | Q     |
| 2    | Rachel Cawthorn        | Grande-Bretagne | 1 min 52 s 542 | Q     |
| 3    | Teresa Portela         | Portugal        | 1 min 53 s 064 |       |
| 4    | Katrin Wagner-Augustin | Allemagne       | 1 min 53 s 241 |       |
| 5    | Špela Ponomarenko      | Slovénie        | 1 min 53 s 341 |       |
| 6    | Carrie Johnson         | États-Unis      | 1 min 54 s 628 |       |
| 7    | Yuliana Salakhova      | Russie          | 1 min 57 s 761 |       |
| 8    | Yulia Borzova          | Ouzbékistan     | 2 min 00 s 584 |       |

### Finales

#### Finale A
| Rang                                | Athlète           | Pays            | Temps          | Notes |
| ----------------------------------- | ----------------- | --------------- | -------------- | ----- |
| Médaille d'or, Jeux olympiques      | Danuta Kozák      | Hongrie         | 1 min 51 s 456 |       |
| Médaille d'argent, Jeux olympiques  | Inna Osypenko     | Ukraine         | 1 min 52 s 685 |       |
| Médaille de bronze, Jeux olympiques | Bridgette Hartley | Afrique du Sud  | 1 min 52 s 923 |       |
| 4                                   | Sofia Paldanius   | Suède           | 1 min 53 s 197 |       |
| 5                                   | Josefa Idem       | Italie          | 1 min 53 s 223 |       |
| 6                                   | Rachel Cawthorn   | Grande-Bretagne | 1 min 53 s 345 |       |
| 7                                   | Henriette Hansen  | Danemark        | 1 min 54 s 110 |       |
| 8                                   | Anne Rikala       | Finlande        | 1 min 54 s 333 |       |

#### Finale B
| Rang | Athlète                | Pays             | Temps          | Notes |
| ---- | ---------------------- | ---------------- | -------------- | ----- |
| 1    | Katrin Wagner-Augustin | Allemagne        | 1 min 52 s 402 |       |
| 2    | Aneta Konieczna        | Pologne          | 1 min 53 s 356 |       |
| 3    | Teresa Portela         | Portugal         | 1 min 53 s 597 |       |
| 4    | Špela Ponomarenko      | Slovénie         | 1 min 53 s 718 |       |
| 5    | Natalya Sergeyeva      | Kazakhstan       | 1 min 54 s 707 |       |
| 6    | Émilie Fournel         | Canada           | 1 min 56 s 058 |       |
| 7    | Teneale Hatton         | Nouvelle-Zélande | 1 min 56 s 103 |       |
| 8    | Alana Nicholls         | Australie        | 1 min 59 s 033 |       |

## Sources
- Le site officiel du Comité international olympique
- Site officiel de Londres 2012